# Ellen Dolly Peters
Ellen Dolly Peters, BEM (18 tháng 11 năm 1894 - 1995) là một giáo viên và là một đoàn viên công đoàn Afro-Montserratian. Thẳng thắn trong hoạt động của mình để cải thiện điều kiện cho công nhân, bà là công cụ phát triển sự nghiệp chính trị của William Bramble và giành được danh hiệu "nhà tạo ra vua". Vì những đóng góp của mình cho lao động, bà đã được trao Huân chương Đế quốc Anh và được trao tặng Pro Ecèreia et Pontifice vì sự giảng dạy và phục vụ của cô cho Giáo hội Công giáo.

## Đầu đời
Ellen Dolly sinh ngày 18 tháng 11 năm 1894 tại ngôi làng St. Patrick hiện đang bị bỏ hoang, trên đảo núi lửa Montserrat, lúc đó là một phần của Quần đảo Leeward thuộc Anh, bởi cha mẹ là Rosanna (nhũ danh O'Garro) và Levons Elias Dolly.  Năm mười ba tuổi, bà chuyển đến dinh thự Gages và bắt đầu giảng dạy tại trường St. Augustine. Năm 1912, Dolly kết hôn với Abraham Peters và hai người chuyển đến làng Kinsale. Trong khi bà tiếp tục giảng dạy, bà đã tham gia vào các tổ chức tranh luận.

## Nhà hoạt động
Vào những năm 1940, Peters bắt đầu lên tiếng về lạm dụng lao động trẻ em, điều kiện sống không vệ sinh và phân biệt chủng tộc.  Vào năm 1946, khi Giao dịch Montserrat Trades and Labour Union (MTLU) hình thành, bà gia nhập công đoàn và tận dụng khả năng của mình với cuộc tranh luận  để nhấn mạnh cách thức thực hành lao động của lạm dụng trồng trọt và cấy rẽ công nhân trên Đảo. Không giống như nhiều người sợ phải đối đầu với giai cấp thống trị kinh tế,  Peters không ngừng theo đuổi các hoạt động lao động công bằng và trả tiền cho công nhân và cải thiện các điều kiện mà họ làm việc.
Nhận ra rằng sự thẳng thắn và giới tính của bà sẽ ngăn cản bà ra tranh cử,  Peters đặt tầm ảnh hưởng đáng kể của bà đằng sau William Bramble, người sẽ trở thành Bộ trưởng đầu tiên của Montserrat,  khi Bramble thách thức lãnh đạo của tổ chức, Robert Griffith. 1951. Peters đứng về phía Bramble trong cuộc cãi vã, khi bà thấy Bramble là một người hành động với kế hoạch đẩy đất nước tiến lên và đối phó với sự bất bình đẳng giai cấp. Khi Bramble giành được quyền lãnh đạo trong MTLU, ông đã sử dụng vị trí này làm bàn đạp cho văn phòng chính trị và bắt đầu tranh đua cho chức vụ công cộng vào năm 1952. 
Peters vận động mạnh mẽ để Bramble được bầu  và được biết là đã viết nhiều bài diễn văn đáng chú ý nhất của ông. Khi giành chiến thắng trong cuộc bầu cử, Peters được tuyên dương là "nhà tạo ra vua" và năm 1954 được thăng chức tổng thư ký của MTLU. Bà phục vụ vị trí này cho đến khi nghỉ hưu vào năm 1968.  Khi nghỉ hưu, Peters bắt đầu làm cố vấn thanh niên cho Liên đoàn Phụ nữ Công giáo. Năm 1980, bà được vinh danh Huân chương Công trạng từ Liên minh Công nhân Đồng minh Montserrat. Năm 1983, Peters nhận Huân chương Đế quốc Anh vì công việc của bà là một đoàn viên công đoàn và năm sau đó, được vinh danh Pro Ecèreia et Pontifice vì đã phục vụ với tư cách là một giáo viên và làm việc cho nhà thờ. 

## Cái chết và di sản
Peters chết năm 1995,  năm mà núi lửa Soufrière Hills hoạt động trở lại. Bà được nhớ đến như một nhà vô địch về lao động ở Montserrat và được giới thiệu trong một cuộc triển lãm vinh danh các chính trị gia và nhà tổ chức, người đóng vai trò quan trọng trong sự phát triển của đất nước tại Bảo tàng Quốc gia, cùng với Griffith và Bramble.

### Trích dẫn
1. 1 2 3 4 5 6 7 8  Fergus 1996.
2. 1 2 3 4 5 6 7 8 9 10 11  White 2016.
3. 1 2 3  Osborne 2008.
4. ↑  Anderson 1997.
5. ↑  Buffonge 2012.